# 1866 dans les chemins de fer
Chronologie des chemins de fer
1865 dans les chemins de fer - 1866 - 1867 dans les chemins de fer

## Évènements

### Septembre
- 1er septembre, France : ouverture de la section Sathonay - Bourg-en-Bresse de la ligne de la Dombes par la Compagnie des Chemins de Fer du Sud Est (DSE) (ultérieurement rachetée par le PLM).

### Décembre
- 24 décembre, France : accident ferroviaire de Franois (14 morts).

## Décès
- France : décès de Jean-Claude-Républicain Arnoux inventeur du système ferroviaire dit Arnoux et promoteur de la ligne de Sceaux à Orsay, origine de la ligne de Sceaux.